# Walerij Kaurow
Walerij Władimirowicz Kaurow (ukr. Вале́рій Володи́мирович Кау́ров, ros. Валерий Владимирович Кауров; ur. 2 kwietnia 1956 w Odessie) – ukraiński polityk, przedsiębiorca i separatysta. Niedoszły przywódca Odeskiej Republiki Ludowej, głowa państwa nieuznawanej międzynarodowo Federacyjnej Republiki Noworosji od kwietnia/maja 2014 do 20 maja 2015.

## Życiorys
Jego ojciec jest nieznany, on sam podaje się za etnicznego Rosjanina z korzeniami na Uralu. W wieku 17 lat po raz pierwszy skazany na trzy lata więzienia za chuligaństwo, później spędził także 7 lat w kolonii karnej w Pryłukach. W latach 90. aresztowany pod zarzutem unikania płacenia podatków. W 1974 ukończył szkołę średnią w Pryłukach jako tokarz-frezarz. Pracował następnie m.in. w fabryce „Elektronmasz”, a od 1990 do 1992 kierował kooperatywą odzieżową. Od 1992 do 2001 pozostawał dyrektorem generalnym przedsiębiorstwa „Interodeks”, później także w instytucji kredytowej.
W 2001 założył w Odessie stowarzyszenie „Jednoje Otczestwo” (Единое Отечество) o charakterze prorosyjskim i prawosławnym, później także krajową organizację o tym charakterze. Uczestniczył m.in. w protestach przeciwko podróży apostolskiej Jana Pawła II na Ukrainę oraz prawosławnych wydarzeniach religijnych (m.in. jako psalmista). Został redaktorem związanych z organizacją portalu i gazety. Był nazywany liderem sekty, w 2007 został ekskomunikowany przez patriarchat moskiewski. Został członkiem Postępowej Partii Socjalistycznej Ukrainy, kandydował w wyborach w 2006. W późniejszych latach członek Bloku Rosyjskiego, kierował jego lokalnymi strukturami w Odessie. Działał także jako aktywista polityczny, m.in. wspierając Wiktora Janukowycza i uczestnicząc w protestach przeciwko ćwiczeniom NATO na Ukrainie oraz na rzecz uznania języka rosyjskiego. Uczestniczył podczas nich w różnych bójkach, podczas których m.in. wylano na niego fekalia.
Od marca 2014 uczestniczył w protestach w Odessie i w dniu 21 kwietnia 2014 ogłosił się przywódcą Odeskiej Republiki Ludowej oraz Ludowej Republiki Noworosji, obydwie jednak faktycznie wówczas nie powstały (Noworosja miała obejmować część lewobrzeżnej Ukrainy oraz południe kraju). W kolejnych tygodniach przebywał na Krymie, w tym podczas starć z 2 maja 2014, w których zginęło kilkudziesięciu prorosyjskich aktywistów (pozostawał z nimi w kontakcie telefonicznym). 24 maja 2014 powołano do życia Federacyjną Republikę Noworosji (składającej się z Donieckiej Republiki Ludowej i Ługańskiej Republiki Ludowej), w której następnie objął funkcję głowy państwa. Wobec wewnętrznych podziałów oraz braku dalszych sukcesów separatystów znaczenie tej federacji okazało się niewielkie, podobnie jak rola polityczna Kaurowa. 20 maja 2015 ogłoszono zakończenie istnienia Federacyjnej Republiki Noworosji przy podtrzymaniu Donieckiej i Ługańskiej Republiki Ludowej. W czerwcu i lipcu 2014 objęty sankcjami Stanów Zjednoczonych oraz Unii Europejskiej ze względu na wzywanie sił rosyjskich na teren Ukrainy. Pod koniec 2014 przebywał w Odessie, po 2015 prawdopodobnie w Rosji.

## Życie prywatne
Od 1975 był żonaty (małżeństwo zakończyło się rozwodem), doczekał się dwojga dzieci.

## Odznaczenia
Odznaczany orderami przez Rosjan oraz duchowieństwo prawosławne, m.in. Orderem św. Włodzimierza Równego Apostołom Wielkiego Księcia III klasy (2003), Orderem Świętego Księcia Daniela Moskiewskiego III klasy (2007) oraz Orderem Świętej Anny III klasy (orderem domowym dynastii Romanowów, 2010).